# アロジュ・コールマン
アロジュ・コールマン（スロベニア語: Lojze Kolman、Alojz Kolman、 1967年2月5日 - ）は、スロベニアの体操選手。
Jože Kolmanとする資料もある。
1988年ソウルオリンピックはユーゴスラビア選手、1992年バルセロナオリンピックはスロベニア選手として体操競技の全種目に出場した。
西ドイツシュトゥットガルトで開催された1989年世界体操競技選手権にもユーゴスラビア選手団で出場した。
コールマンと名付けられた鉄棒の技が、後方かかえ込み2回宙返り1回ひねり（コバチ1回ひねり）である。

## 関連事項
- 体操競技の技名一覧